# Dead by April (band)
Dead by April is een muziekgroep uit Göteborg, Zweden. Ze spelen voornamelijk een unieke pop-metalstijl. Deze wordt vaak met metalcore vergeleken.

## Geschiedenis

### Vroegste tijden (2007-2009)
In het begin van de carrière van de band in 2007 en 2008 hadden ze nog niks gepubliceerd aan media. De meeste liedjes gaven ze aan vrienden waarna het uitlekte naar verschillende peer-to-peersites. Gedurende deze tijd speelde Dead by April in en rond Göteborg zelf en niet veel daarbuiten. Zonder enige gepubliceerde nummers maakte de band alsnog een nummer dat op de radio te horen was, "Falling Behind". In 2008 kreeg de band twee uitreikingen, allebei voor "The Best Newcomer" (de beste nieuwkomer) op "Swedish Metal Awards" en op "Bandit Rock Awards".

### Debuutalbum, cover en tweede album (2009-2012)
Op 13 mei 2009 kreeg Dead by April, ontdekt door Spinefarm Records, hun eerste studioalbum, met dezelfde naam. Na de singles Losing You, What Can I Say en Angels of Clarity, uitgegeven in 2009, ontstond er op 17 mei 2010 de dubbelsingle getiteld Love Like Blood/Promise Me. Naast het feit dat Love Like Blood een Killing Joke cover is (en hierbij ook hun eerste cover), is dit ook een speciale single voor de debutant-zanger Zandro Santiago, die hier voor het eerst te horen is. Promise Me was echter al verschenen op hun debuutalbum.
Pontus Hjelm maakte op 23 april 2010 bekend dat hij officieel uit de band was gestapt. De reden hiervoor was dat hij zich meer op schrijven van nummers wilde focussen dan het maken ervan. Hij schrijft echter nog wel muziek voor de band. Zandro Santiago, alhoewel hij alleen zingt, heeft Pontus vervangen.
Op 22 oktober 2010 verliet ook Johan Olsson de band, wegens 'persoonlijke zaken', en hij wilde zich ook meer wijden aan zijn kledinglijn. De gitarist had wel bekendgemaakt dat hij door zal gaan in de muziekwereld. Dead by April zocht sindsdien een nieuwe gitarist via Facebook.
Er verscheen een teaser voor een nieuw nummer genaamd "Within My Heart". Hun nieuwe compilatiealbum Stronger verscheen op 10 januari 2011. Deze bevat een demo van het lied More Than Yesterday, drie hardere versies van hun liedjes en andere nummers. Jimmie, de leadzanger die ook de zogenaamde screams verzorgde, had een demo op YouTube geplaatst waarin hij een stuk van het nummer More Then Yesterday opneemt.
Later in 2011 kwam eveneens het echte tweede album van Dead by April uit, Incomparable. In 2012 stond de band in de finale van de Zweedse voorrondes van het Songfestival. Helaas kwamen zij niet door en werd deze gewonnen door Loreen, die uiteindelijk ook het Songfestival in 2012 won.

### Vertrek Jimmie en derde album (2013 tot heden)
Jimmie verliet de band op 18 maart 2013. Ter vervanging van Jimmie werd Christoffer “Stoffe” Andersson voorgesteld, die eerder vervanging deed by Sonic Syndicate en de andere band van Marcus By Night 
De band werkte in 2013 aan een derde album, waarvan als teaser twee nummers al in mei 2013 op een EP werden uitgebracht.
Het derde album, Let the World Know, was gepland voor eind 2013, maar werd net als een tournee uitgesteld tot in 2014, 'Let the World Know' verscheen in februari 2014, de tournee startte in maart. De band verloor uiteindelijk na het uitbrengen van hun derde album hun drummer Alexander Svenninson. Hij werd vervangen door Marcus Rosell, die in Ends with a Bullet zat. Na hun grote succes bereikte het album veel succes. Op 3 oktober werd ook bekend dat Zandro Santiago, de vocalist van de band, uit de band zou stappen omdat hij verder wou met een andere carrière. De band gaat nu door met de overgebleven 4 leden, waarbij Pontus Hjelm, de gitarist, ook de zang gaat overnemen van hem.

## Stijl
Er is meerdere malen gevraagd naar de stijl van Dead by April in interviews, maar vaak krijgt de interviewer een vaag antwoord als "It's like a mix between pop and metal." Veel mensen zien de band als een metalcore band, maar Pontus gaf aan dat dit niet het geval is. Sterker nog, hij heeft een hekel aan metalcore.

## Leden

### Huidige leden
- Christopher Kristensen - zang/scream (2020-heden)
- Marcus Wesslén – basgitaar (2007-heden)
- Marcus Rosell – drums (2014-heden)
- Pontus Hjelm – gitaar, zang (2007-2010; 2011-heden)

### Voormalige leden
- Johan Olsson – gitaar (2007-2010)
- Henric Carlsson – basgitaar (2007)
- Christoffer Andersson- scream (2013-2017)
- Alexander Svenningson – drums (2007-2014)
- Zandro Santiago – zang (2010-2014)
- Jimmie Strimell - zang/scream (2007-2013; 2017-2020)

## Discografie

### Albums
| Album met eventuele hitnotering(en) in de Nederlandse Album Top 100 | Datum van verschijnen | Datum van binnenkomst | Hoogste positie | Aantal weken | Opmerkingen  |
| ------------------------------------------------------------------- | --------------------- | --------------------- | --------------- | ------------ | ------------ |
| Dead by April                                                       | 2009                  | -                     |                 |              | Eerste album |
| Stronger                                                            | 2011                  | -                     |                 |              | Compilatie   |
| Incomparable                                                        | 2011                  | -                     |                 |              | Tweede album |
| Let the World Know                                                  | 2014                  | -                     |                 |              | Derde album  |
| Worlds Collide                                                      | 2017                  | -                     |                 |              | Vierde album |

### Singles
| Jaar | Single              | Album                         |
| ---- | ------------------- | ----------------------------- |
| 2009 | "Losing You"        | Dead by April                 |
| 2009 | "What Can I Say"    | Dead by April                 |
| 2009 | "Angels of Clarity" | Dead by April                 |
| 2011 | "Within My Heart"   | Incomparable                  |
| 2011 | "Lost"              | Incomparable                  |
| 2011 | "Calling"           | Incomparable                  |
| 2012 | "Mystery"           | Incomparable: Mystery Version |
| 2013 | "Freeze Frame"'     | Let the World Know            |

### Muziekvideo's
| Jaar | Single            | Album         |
| ---- | ----------------- | ------------- |
| 2009 | Losing You        | Dead by April |
| 2009 | Angels of Clarity | Dead by April |
| 2009 | Calling           | Incomparable  |
| 2012 | Lost              | Incomparable  |
| 2012 | Crossroads        | Incomparable  |